# Andra Gogan
Andra Gogan (nume la naștere Alexandra Gabriela Valentina Gogan; n. 17 aprilie 1998, Buzău, România) este o cântăreață,  vlogger și voice-over română. Andra a intrat în Cartea Recordurilor împreună cu fratele său, Răzvan Gogan, pentru „Cel mai lung concert live susținut de un copil” (3 ore și 20 minute - 55 melodii) și „Cele mai multe CD-uri lansate de un copil”  (16 albume). Recordul a fost confirmat pe 15 septembrie 2009.

## Biografie
Andra Gogan cântă de la vârsta de 3 ani. Printre proiectele la care a luat parte se numără producția Disney „Doctorița Plușica” și „Sofia Întâi” la care a dublat în limba română. În 2016, Andra a participat la emisiunea Românii au talent și a prezentat pe Neptun TV, emisiunea E vara ta!
Andra a fost asistentă la emisiunea „Acces Direct”, pentru o scurtă perioadă de timp. În 2016 a lansat mini serialul „How to become popular at high school” pe canalul său de YouTube.

## "How to become popular at high school"
- Sezonul 1

| Anul | Numele episodului                 | Impact | Ediție              |
| ---- | --------------------------------- | ------ | ------------------- |
| 2016 | "Prima zi la liceu"               | 700K   | HTBP at High School |
| 2016 | "Oare mă place?"                  | 600K   | HTBP at High School |
| 2016 | "Prieteni noi"                    | 300K   | HTBP at High School |
| 2016 | "Fetele rele și biletele secrete" | 500K   | HTBP at High School |
| 2016 | "Mi-a furat telefonul"            | 500K   | HTBP at High School |
| 2016 | "Se află adevărul"                | 500K   | HTBP at High School |
| 2017 | "Petrecerea secretă"              | 700K   | HTBP at High School |
| 2017 | "Oare m-a sărutat?"               | 600K   | HTBP at High School |
| 2017 | "Am ajuns la detenție"            | 800K   | HTBP at High School |
| 2017 | "Secretul din scrisoare"          | 700K   | HTBP at High School |

- Sezonul 2

| Anul | Numele episodului               | Impact | Ediție              |
| ---- | ------------------------------- | ------ | ------------------- |
| 2017 | "Un nou început"                | 800K   | HTBP at High School |
| 2017 | "M-a salvat"                    | 500K   | HTBP at High School |
| 2017 | "Oare voi reuși?"               | 500K   | HTBP at High School |
| 2017 | "Nu pot să cred"                | 600K   | HTBP at High School |
| 2017 | "E nevinovat?"                  | 400K   | HTBP at High School |
| 2017 | "Simt că nu-l mai cunosc deloc" | 400K   | HTBP at High School |
| 2017 | "Pe cine să cred?"              | 400K   | HTBP at High School |
| 2017 | "Aproape exmatriculați"         | 400K   | HTBP at High School |
| 2017 | "M-am îndrăgostit"              | 500K   | HTBP at High School |
| 2017 | "Finalul"                       | 900K   | HTBP at High School |

- Sezonul 3

| Anul | Numele episodului                | Impact | Ediție                |
| ---- | -------------------------------- | ------ | --------------------- |
| 2017 | "Plecăm la mare"                 | 500K   | HTBP / Summer Edition |
| 2017 | "Probleme pe plajă"              | 500K   | HTBP / Summer Edition |
| 2017 | "Telefonul pierdut"              | 500K   | HTBP / Summer Edition |
| 2017 | "Ăsta e adevărul?"               | 500K   | HTBP / Summer Edition |
| 2017 | "Ce caută el aici?"              | 400K   | HTBP / Summer Edition |
| 2017 | "Chiar a făcut asta?"            | 400K   | HTBP / Summer Edition |
| 2017 | "Ăsta e secretul?"               | 400K   | HTBP / Summer Edition |
| 2017 | "Ce s-a întâmplat la petrecere?" | 400K   | HTBP / Summer Edition |
| 2017 | "Ne-a prins"                     | 300K   | HTBP / Summer Edition |
| 2017 | "Ultimul sărut"                  | 400K   | HTBP / Summer Edition |

### "Popular in highschool"
- Sezonul 4

| Anul | Numele episodului    | Impact | Ediție                 |
| ---- | -------------------- | ------ | ---------------------- |
| 2018 | "Totul s-a schimbat” | 400K   | Popular in High School |
| 2018 | "Ma place?"          | 400K   | Popular in High School |
| 2018 | "Pe bune?"           | 300K   | Popular in High School |
| 2018 |                      |        |                        |
| 2018 |                      |        |                        |
| 2018 |                      |        |                        |
| 2018 |                      |        |                        |
| 2018 |                      |        |                        |
| 2018 |                      |        |                        |
| 2018 |                      |        |                        |

## Dublaj
- Doctorița Plușica (Disney Junior)
- Haideți, Tinerii Titani! (Cartoon Network)
- Violetta (Disney Channel)
- Phineas și Ferb (Disney Channel)
- Cățelul blogger  (Disney Channel)
- Sofia Întâi (Disney Junior)
- Jake și pirații din țara de nicăieri (Disney Junior)
- Voci ale unor personaje episodice uneori secundare (Disney Junior, Disney Channel și Nickelodeon)
- Reclame

## Discografie
- Aleluia (2013)
- Frumos de pică (2014)
- Mamaia (2014)
- Ne vedem în septembrie (2017)
- Și tu poți sa fii popular (2017)
- Ce băiat (2017)
- Gălăgie când taci (2017)
- Orice s-ar întâmpla (2018)
- Stricați o generație (2018)
- Dislike (2018)
- Inimioara pe insta (2018)
- Crăciunul cu tine (2018)
- Andra Gogan ft. Antonio Pican - MAGIE (2019)
- TIK TOK (2019)
- Andra Gogan ft. Triplo Max - WOLFY STYLE (2020)
- Cheerleader (2021)
- În locul meu (2021)
- Deja Vu (2021)
- Andra Gogan ft. Ruby - Tu ești Crăciunul meu (2021)
- Damelo (2022)
- Upside down (2022)
- Iubim diferit (2023)